# Tatupeba
O tatupeba (nome científico: Euphractus sexcinctus), também conhecido como papa-defunto, peba, peludo, tatu-cascudo, tatu-de-mão-amarela, tatu-peludo, tatupeva e tatupoiú é um tatu da América do Sul encontrado em grande parte do Brasil, norte da Argentina, Paraguai, Uruguai, Bolívia e Suriname. Único membro existente de seu gênero, foi descrito pela primeira vez pelo zoólogo sueco Carlos Lineu em 1758. Tem normalmente entre 40 e 50 centímetros de comprimento da cabeça e do corpo e pesa 3,2 a 6,5 quilogramas (7,1 a 14,3 libras). A carapaça (concha dura no dorso) é de amarelo pálido a marrom avermelhado, marcada por escamas de igual comprimento e escassamente coberta por pelos amarelados a brancos semelhantes a cerdas. Possui seis ou oito cintas de placas móveis e sua cabeça é cônica e achatada. Os pés dianteiros têm cinco dedos distintos, cada um com garras moderadamente desenvolvidas. Tem cerca de 5 subespécies, cada uma com determinadas variações na sua aparência.
Os tatupebas são escavadores eficientes e formam tocas para viver e procurar presas. É alerta e principalmente solitário. Onívoro, se alimenta de insetos, formigas, carniça e material vegetal. Devido à sua visão deficiente, confiam no olfato para detectar presas e predadores. Os nascimentos acontecem ao longo do ano; a gestação dura de 60 a 64 dias, após os quais nasce uma ninhada de um a três. O desmame ocorre em um mês e os juvenis amadurecem por nove meses. Habita savanas, florestas primárias e secundárias, cerrados, matagais e florestas decíduas. A União Internacional para a Conservação da Natureza e dos Recursos Naturais (IUCN) classifica-o como menos preocupante, e não há grandes ameaças à sua sobrevivência. Apesar disso, aparece na lista vermelha da Bahia, sobretudo devido à caça.

## Etimologia
"Tatupeba" e "peba" são originários do tupi tatu'pewa, que em português significa "tatu achatado, gordo" (ta'tu + peua). Já "papa-defunto" é uma referência à crença popular de que a espécie se alimenta de cadáveres, enquanto "tatu-peludo" e "peludo" se referem à pelagem densa da espécie. Sexcintus, traduzido do latim, significa "seis cintas", que é uma referência à sua carapaça, que, geralmente, é dividida em seis cintas de placas móveis. Tatupoiú também advém do tupi tatupo'yu e significa "tatu de patas amarelas".

## Taxonomia
O tatupeba é o único membro do gênero eufracto (Euphractus) e é colocado na família dos clamiforídeos (Chlamyphoridae). Foi descrito pela primeira vez pelo zoólogo sueco Carlos Lineu como Dasypus sexcinctus em 1758. Os gêneros quetofracto (Chaetophractus; tatu-peludo) e zédio (Zaedyus) às vezes foram incluídos no Euphractus, embora análises cariotípicas, imunológicas e morfológicas se oponham a isso. O fóssil de eufracto escavado em Buenos Aires (Argentina), Lagoa Santa, em Minas Gerais (Brasil), e Tarija (Bolívia) remonta ao Pleistoceno.
As cinco subespécies a seguir são reconhecidas:
- Euphractus sexcinctus boliviae Thomas, 1907: Ocorre no Chaco (Bolívia).[7]
- Euphractus sexcinctus flavimanus Desmarest, 1804: Ocorre no Mato Grosso (Brasil), leste do Paraguai, Uruguai e nordeste da Argentina.[7]
- Euphractus sexcinctus setosus Wied, 1826: Ocorre no extremo sudeste do Brasil.[7]
- Euphractus sexcinctus sexcinctus Lineu, 1758: Ocorre no sudeste do Brasil.[7]
- Euphractus sexcinctus tucumanus Thomas, 1911: Ocorre nas províncias argentinas de Tucumã e Catamarca. (Argentina).[7]

Um estudo morfológico de 2006 da filogenia de tatus mostrou que quetofracto, clamíforo (Chlamyphorus), eufracto e zédio formam um clado monofilético. O cladograma abaixo (baseado apenas nas espécies existentes) é baseado neste estudo.
|  | Zédio                                                    |
|  |                                                          |
|  | \| \| Eufracto \| \| \| \| \| \| Quetofracto \| \| \| \| |
|  |                                                          |
|  | Eufracto                                                 |
|  |                                                          |
|  | Quetofracto                                              |
|  |                                                          |

|  | Eufracto    |
|  |             |
|  | Quetofracto |
|  |             |

|  | Zédio                                                    |
|  |                                                          |
|  | \| \| Eufracto \| \| \| \| \| \| Quetofracto \| \| \| \| |
|  |                                                          |
|  | Eufracto                                                 |
|  |                                                          |
|  | Quetofracto                                              |
|  |                                                          |

|  | Eufracto    |
|  |             |
|  | Quetofracto |
|  |             |

No entanto, uma investigação de DNA mitocondrial concluiu que os clamiforíneos (Chlamyphorinae; tatus-fada) são o grupo irmão dos tolipeutíneos (Tolypeutinae; tatus-bola, tatus-canastra), com eufractíneos (Euphractinae; tatus-peludos) tendo divergido antes. O tatupeba difere dos demais da subfamília dos eufractíneos, que também contém os tatus-peludos, por ter uma cabeça estreita e seis a sete bandas móveis na carapaça (a casca dura do dorso).

## Descrição

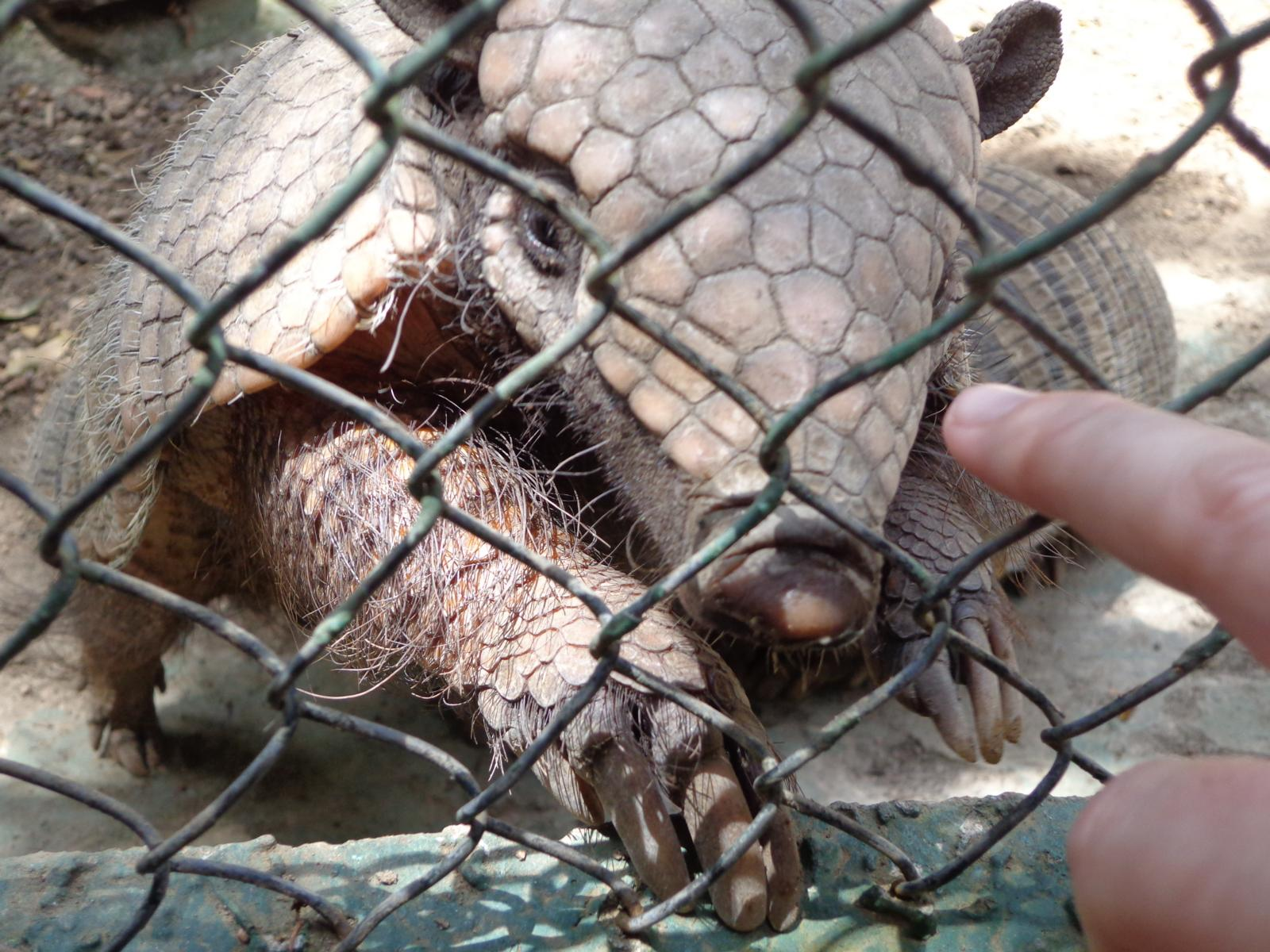
Focinho e patas dianteiras

O tatupeba é o maior dos eufractíneos, que também contém os tatus-peludos; na verdade, é o terceiro maior tatu depois do tatu-canastra e do tatu-de-quinze-quilos. Esse tatu tem normalmente entre 40 e 50 centímetros (16 e 20 polegadas) de comprimento da cabeça e do corpo e pesa de 3,2 a 6,5 quilos (7,1 a 14,3 libras). A carapaça é de amarelo claro a marrom avermelhado (embora não seja em um tom escuro de marrom ou preto), marcada por escamas de igual comprimento e escassamente coberta por pelos semelhantes a cerdas amareladas a brancas - ao contrário dos tatus-peludos, que são cobertos por pelos densos. A concha se estreita para 70 a 80 por cento de sua largura original em direção ao topo da cabeça, que é coberta por placas dispostas em um padrão definido. Sua cabeça é cônica com um achatamento na parte superior. Os pés dianteiros têm cinco dedos distintos, cada um com garras moderadamente desenvolvidas, das quais a terceira é a mais longa.
Como as demais eufractíneos e o Chlamyphorus truncatus, o tatupeba tem uma bula timpânica; as orelhas têm 32 a 47 milímetros (1,3 a 1,9 polegadas) de comprimento. Existem 9 pares de dentes na mandíbula superior e 10 pares na mandíbula inferior; os dentes são grandes e fortes e são auxiliados por músculos fortes para a mastigação. Uma fileira de escamas, cada uma com 13,5–18,4 milímetros (0,53–0,72 polegadas) de largura, se estende ao longo da parte de trás do pescoço. A cauda, com 12 a 24 centímetros (4,7 a 9,4 polegadas) de comprimento, é coberta por duas a quatro faixas de placas na parte inferior. Algumas dessas placas têm orifícios para secreções de glândulas odoríferas, uma característica vista em nenhum outro tatu, exceto alguns grandes tatus peludos.

## Ecologia e comportamento

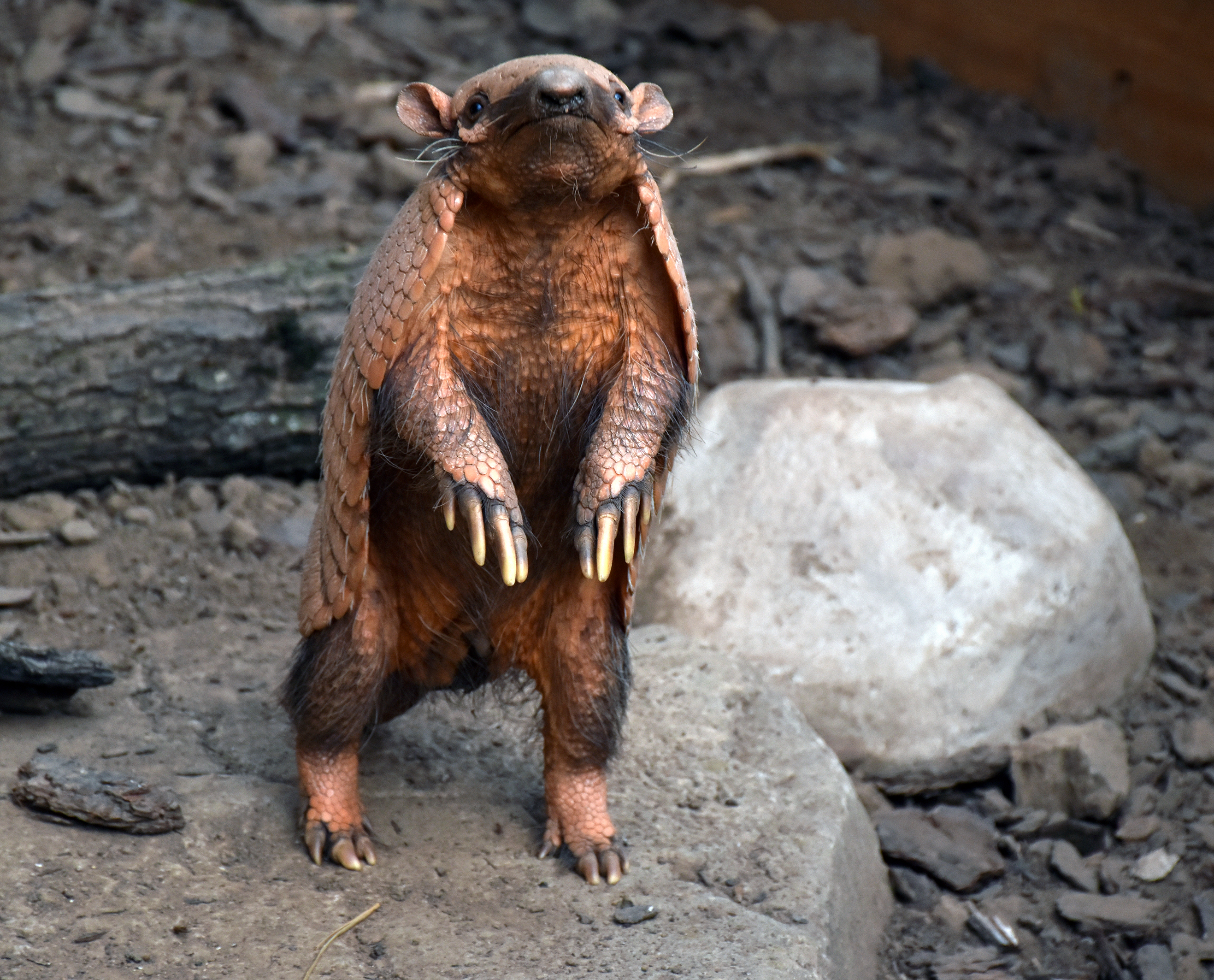
Parte ventral exposta, ao ficar em pé

Diferentes estudos registraram diferentes padrões de atividade para o tatupeba - alguns o consideram diurno (ativo principalmente durante o dia), enquanto outros mostram que é noturno (ativo principalmente à noite). É um animal alerta; ao contrário de outros tatus, foge ao perceber o perigo e morde se for manuseado. Principalmente solitários, se congregam apenas para se alimentar de carniça. Um estudo de 1983 no leste do Brasil calculou o tamanho médio da área de vida em 93,3 hectares. Um escavador eficiente, pode cavar tocas em forma de U com uma única abertura, geralmente em áreas secas; as tocas podem ou não ser abrigos permanentes. Essas tocas podem penetrar fundo no solo e ajudar na busca de alimentos. Um estudo de tocas cavadas pelos tatupebas, tatus-de-rabo-mole-grande e tatus-de-rabo-mole-pequeno mostrou que todas as tocas eram semelhantes nas encostas da toca e no solo ao redor, e na direção da entrada; o local preferido para eles e o tempo gasto neles, no entanto, eram diferentes. As tocas podem ser facilmente diferenciadas por suas dimensões; as tocas dos tatupebas tinham uma altura média de 19 centímetros (7,5 polegadas) e 21 centímetros (8,3 polegadas) de largura na abertura, e estreitavam para 10 centímetros (3,9 polegadas) com uma altura de 16 centímetros (6,3 polegadas) a 21 centímetros (8,3 polegadas) na toca. Geralmente, as tocas tornam-se largas o suficiente para permitir que o tatu se vire à medida que a profundidade aumenta. Ao contrário das toupeiras, que jogam o solo para o lado enquanto cava, o tatupeba cava com as patas dianteiras e joga a terra para trás com as patas traseiras. Tatus defecam fora de suas tocas.

### Dieta

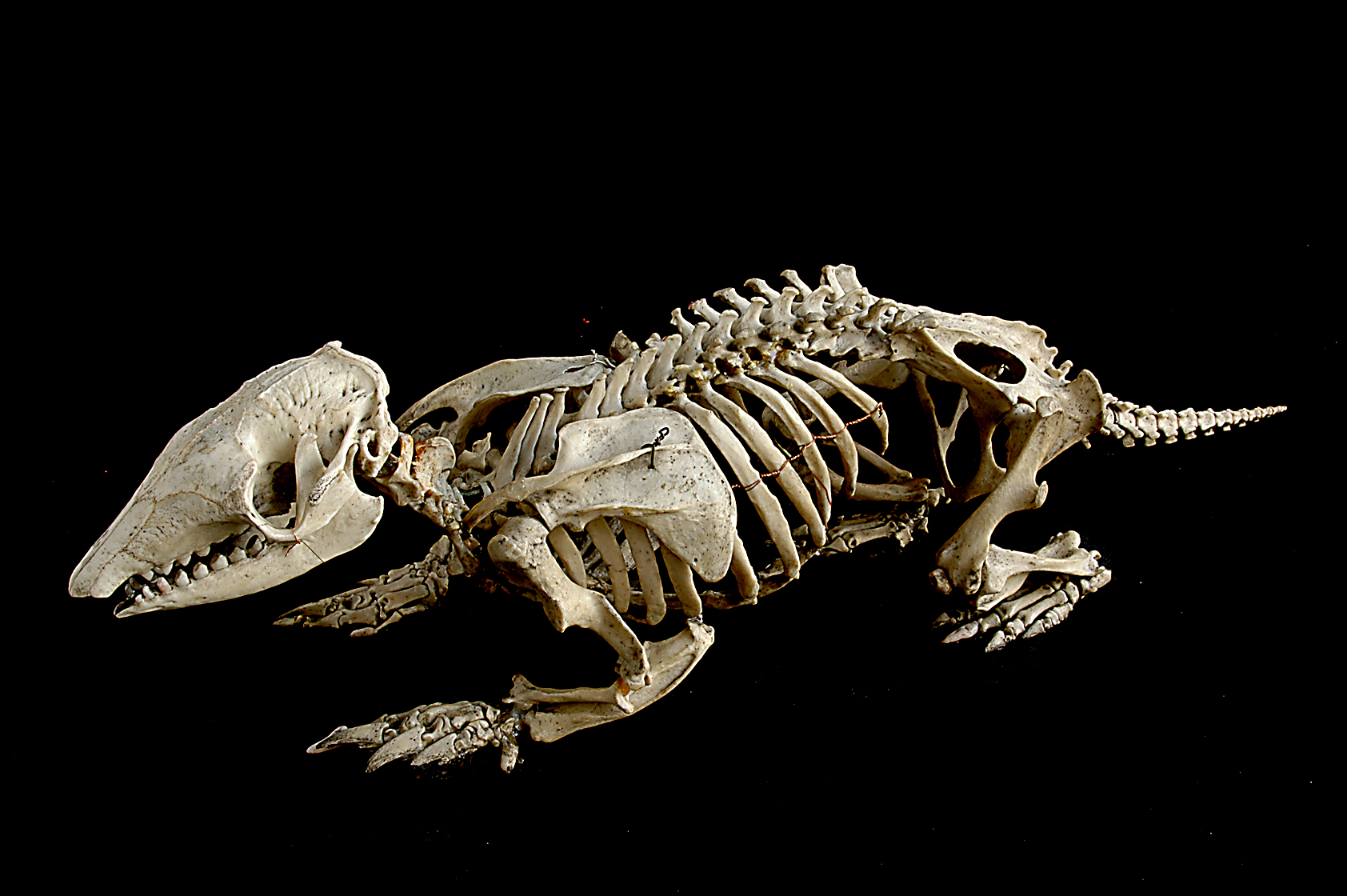
Esqueleto da espécie

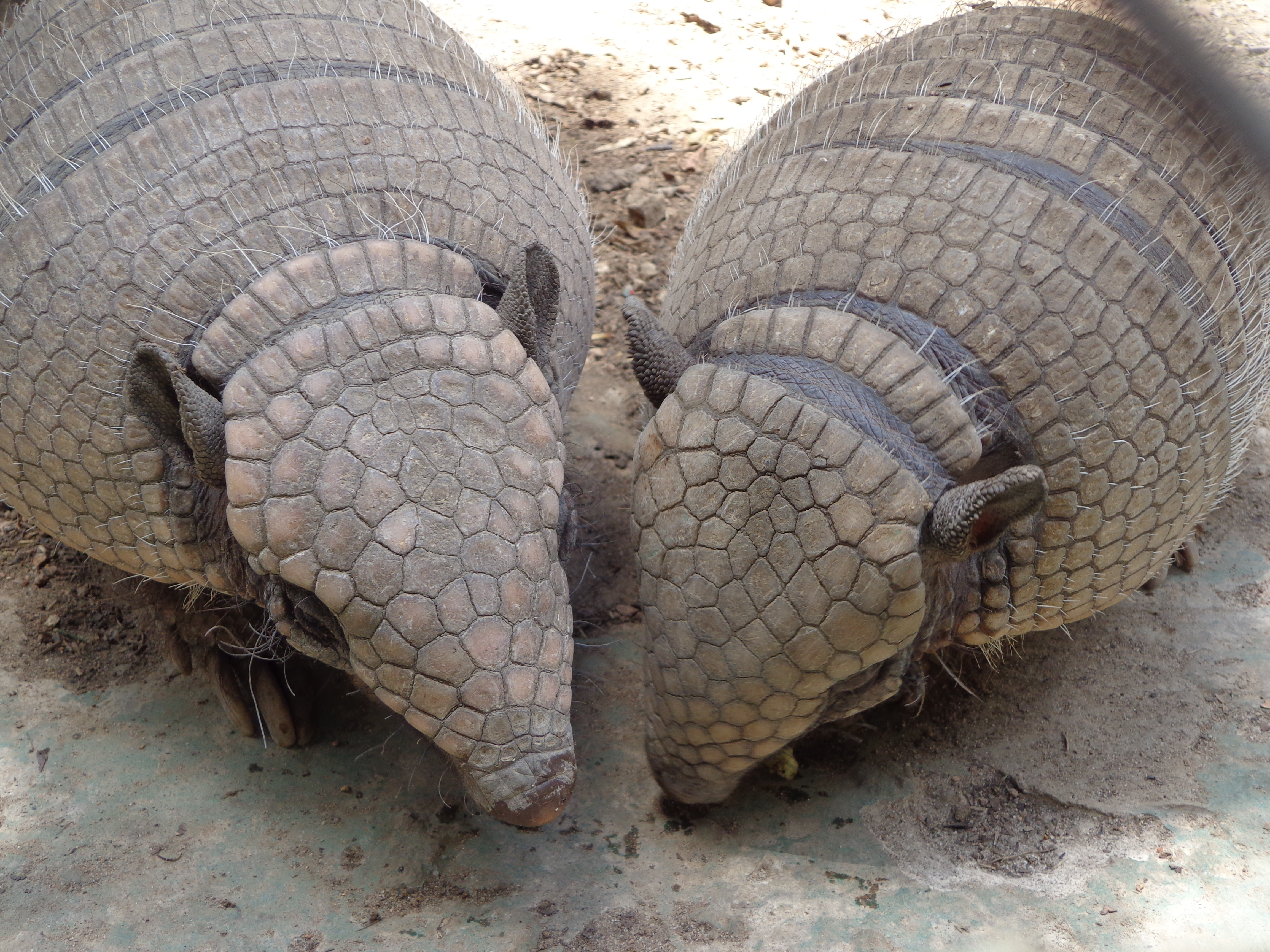
Detalhe da parte frontal

O tatupeba é um onívoro que se alimenta de carniça (o que permite a ele transmitir o botulismo), pequenos invertebrados, insetos, formigas, frutas (normalmente de bromélias), nozes e tubérculos. Um estudo de 2004 o classificou como "carnívoro-onívoro". Em um estudo em uma fazenda brasileira, descobri-se que o material vegetal predominava na dieta. Indivíduos em cativeiro foram observados atacando ratos grandes. Tendo em vista sua visão deficiente, confiam no olfato para detectar presas e predadores. Para matar a presa, o tatu sobe nela, agarra-a com os dentes e a rasga em pedaços. Os tatupebas podem armazenar gordura subcutânea para se sustentar em momentos de escassez de comida; essa gordura pode aumentar o peso para 8 a 11 quilogramas (18 a 24 libras).

### Reprodução
O comportamento reprodutivo foi observado em cativeiro. Os nascimentos acontecem ao longo do ano. Após um período de gestação de 60 a 64 dias, nasce uma ninhada de um a três. Cada recém-nascido pesa 95 a 110 gramas (3,4 a 3,9 onças) e tem uma carapaça sem pelos e macia; pode emitir cliques suaves. A fêmea grávida constrói um ninho antes de dar à luz; se perturbada, a mãe pode reagir agressivamente e mudar sua prole. Os olhos, fechados ao nascer, abrem com 22 a 25 dias. O desmame ocorre em um mês e os juvenis amadurecem em nove meses. Um dos tatus viveu por quase 18 anos.

## Habitat e distribuição
O tatupeba habita savanas, florestas primárias e secundárias, cerrados, matagais e florestas decíduas. Pode se adaptar a uma variedade de habitats; pode até ocorrer em terras agrícolas e foi registrado a 1 600 metros (5 200 pés) acima do nível do mar. Um estudo no sudeste do Brasil estimou a densidade populacional em 0,14 indivíduos por hectare. O mesmo estudo mostrou que o tatupeba frequentemente se desloca e é deslocado pelo simpátrico tatu-de-rabo-mole-pequeno; isso foi considerado útil em sua coexistência. O tatupeba tem uma ampla distribuição na América do Sul, do Brasil e sul do Suriname no nordeste através da Bolívia, Paraguai e Uruguai norte e Argentina no sudeste. Sua presença no Peru é duvidosa.

## Ameaças e conservação

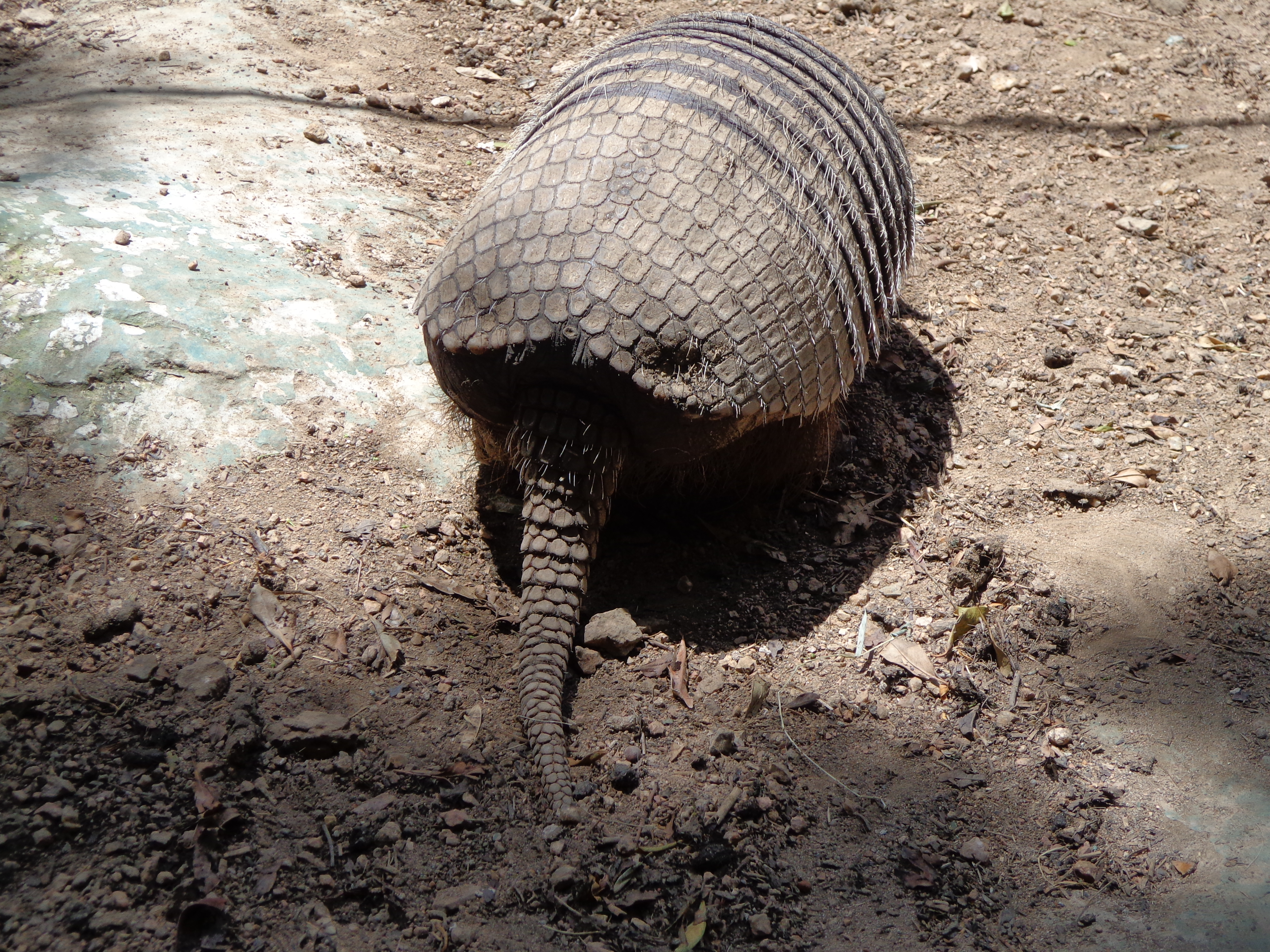
Parte traseira da espécie

A IUCN classifica o tatupeba como menos preocupante, devido à sua ampla distribuição, bom grau de tolerância e presumivelmente grande população. Além disso, ocorre em diversas áreas protegidas. Embora não haja grandes ameaças à sua sobrevivência, as populações ao norte do rio Amazonas podem estar diminuindo devido a poucas manchas de savanas, assentamento humano e expansão industrial. Além disso, esses tatus são supostamente caçados para fins medicinais, embora se acredite que sua carne tenha um sabor desagradável; em algumas áreas de sua distribuição, as pessoas detestam sua carne devido à crença de que o animal se alimenta de "cadáveres humanos em decomposição". Um estudo de 2011 comparou os tatupebas e tatus-galinha na Paraíba (Brasil); a carne de tatu-galinha tinha um gosto melhor para a maioria dos moradores. O consumo de carne de tatupeba não era considerado seguro pelos locais para pessoas com certos problemas de saúde, como lesões e hepatite, um tabu que provavelmente se originou de preocupações com a dieta do tatu. Os tatupebas costumam invadir plantações para se alimentar de plantas tenras; fazendeiros são conhecidos por usar armadilhas auxiliadas por iscas de milho para esses animais para conter a ameaça.